# Kohoutí kříž

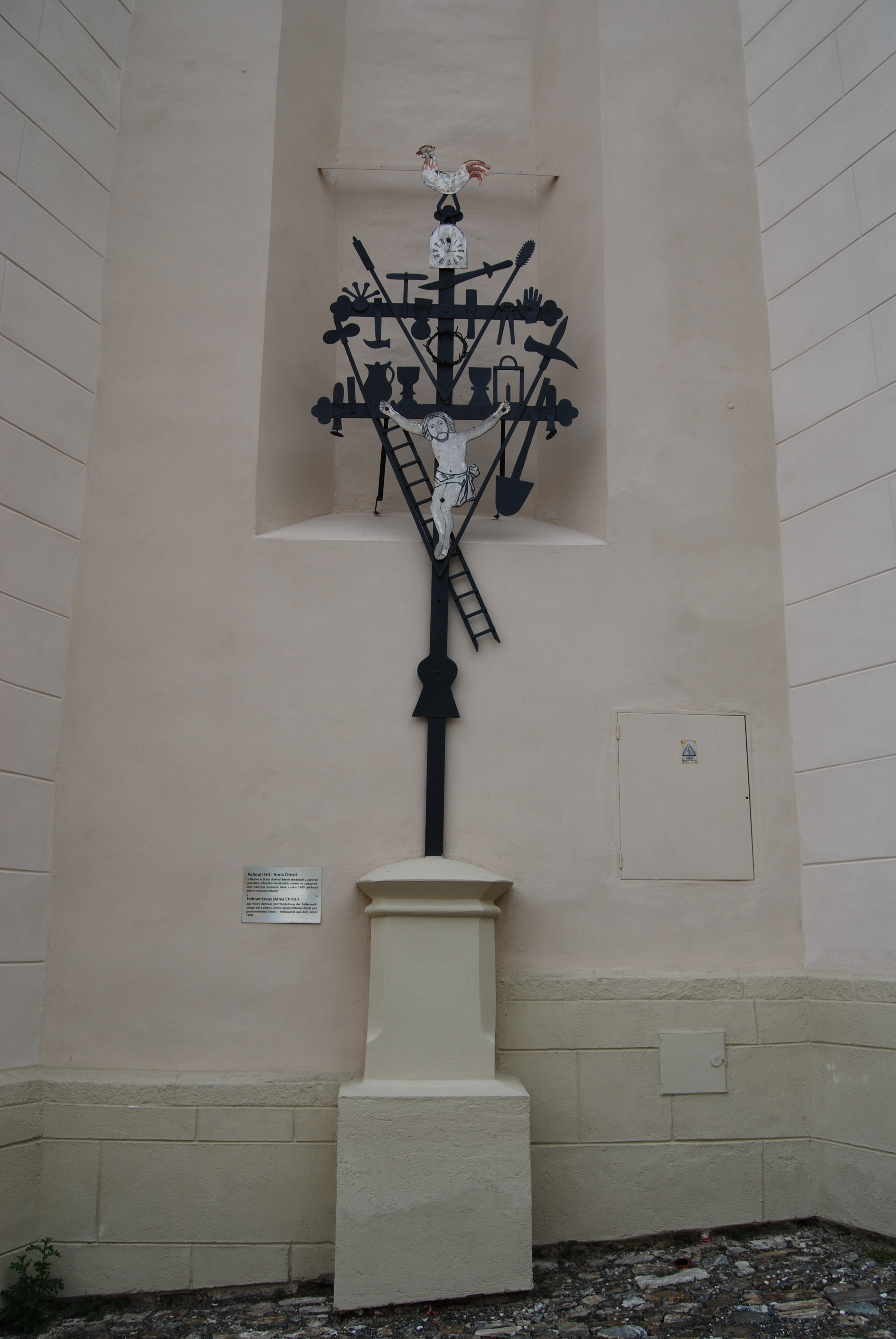
Kohoutí kříž přenesený z Nicova na náměstí v Kašperských Horách

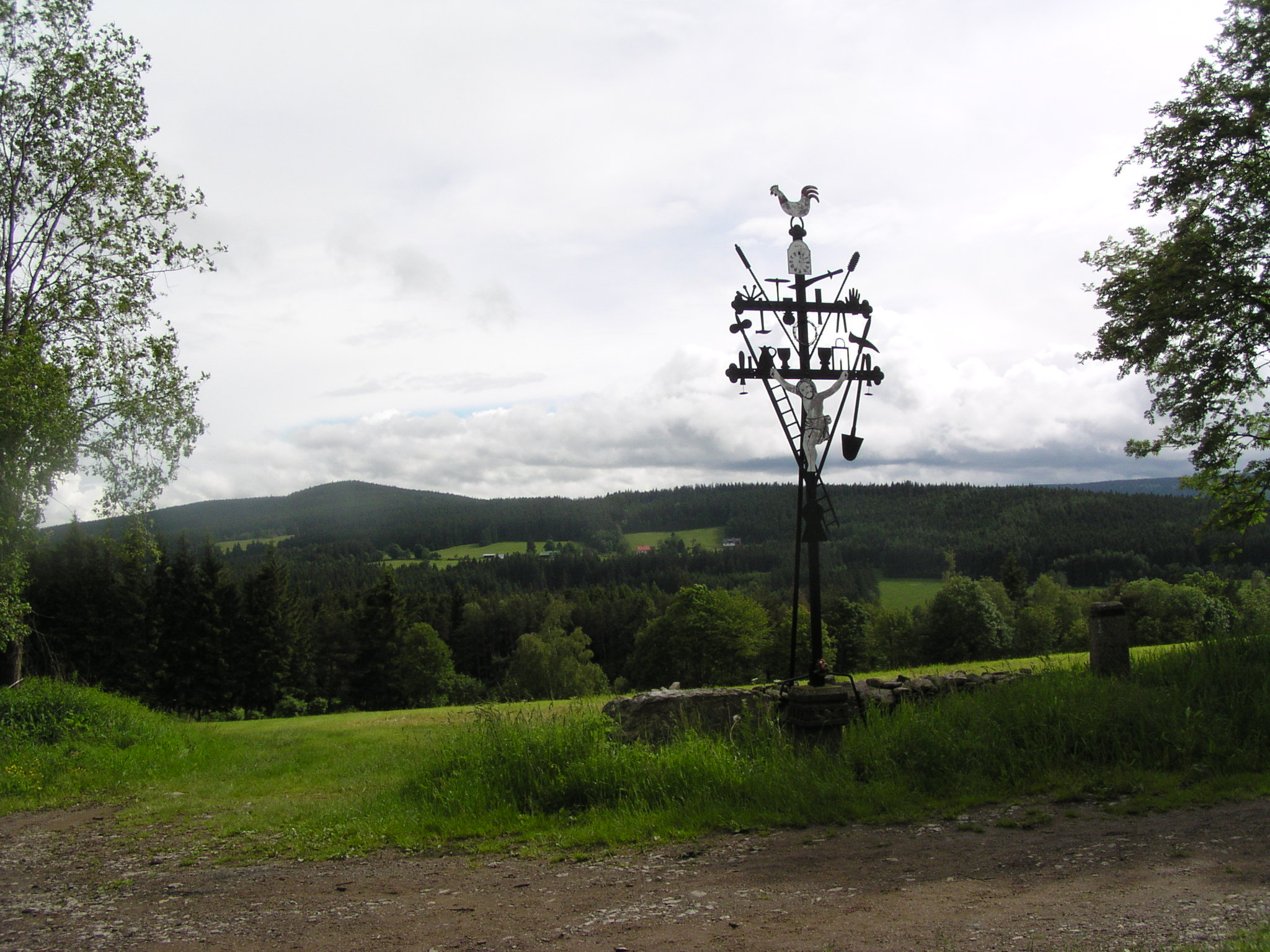
Kopie na původním místě

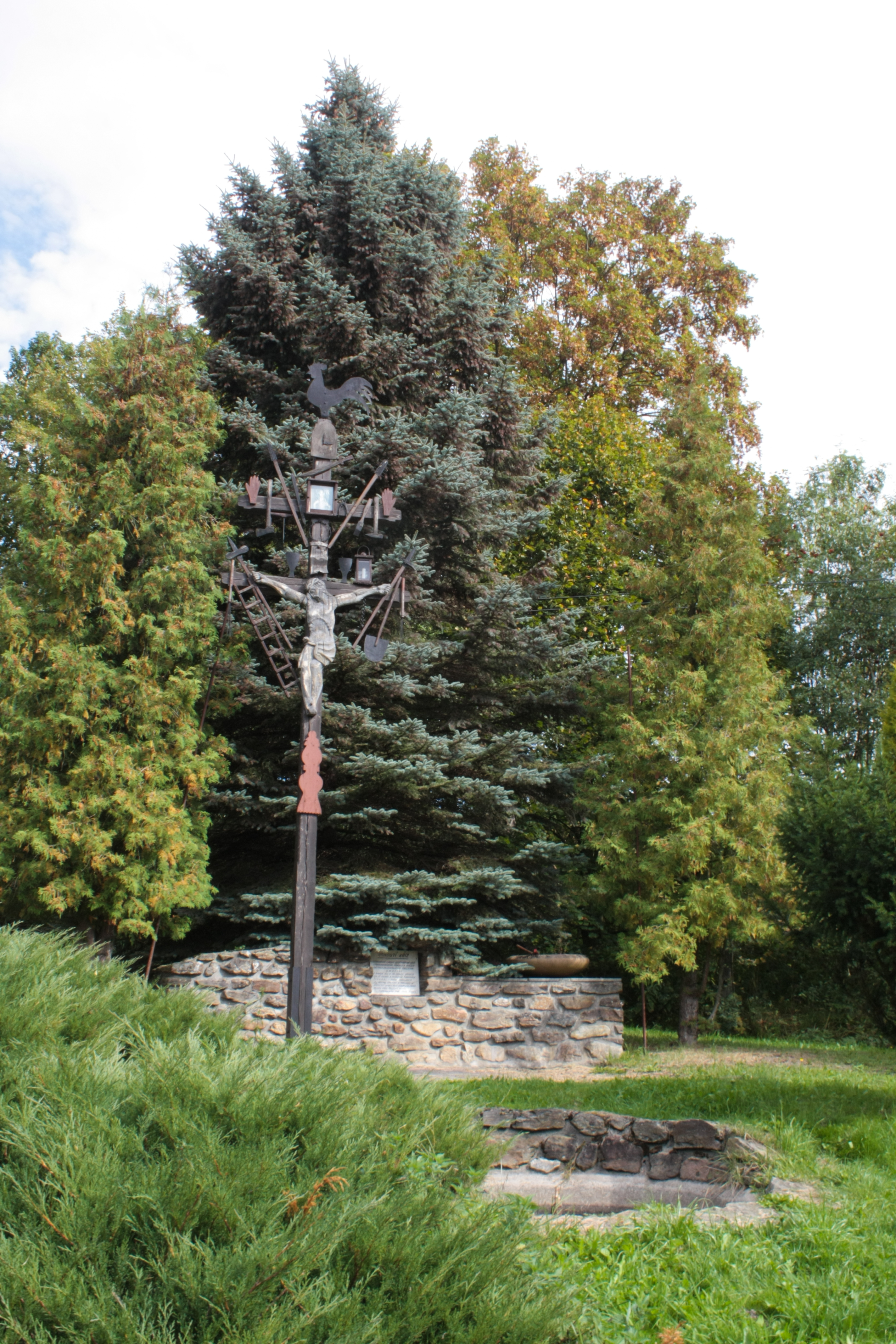
Úbislavský kohoutí kříž

Kohoutí kříž je vzácná umělecká forma krucifixu, která tvoří prvek šumavského lidového umění a lidové zbožnosti. Na kříži je kromě samotného korpusu umístěna i Arma Christi – nástroje Kristova umučení a nejvýše umístěný kohout připomínající zapření Petrovo, podle kohouta dostal jméno celý kříž. Tento typ zobrazení ukřižovaného Krista má původ v Bavorsku, kde byl tento typ křížů v 18. a 19. století běžný. Během 19. století se dostal i na Šumavu, dochovalo se však jen několik exemplářů.

## Prvky kříže
Ústředními prvky zůstává samotný kříž s korpusem Ježíše Krista, kříž má více než jedno břevno, na vrcholku pak sedí kohout. Dále je kříž doplněn hodinami, které ukazují třetí hodinu – čas Kristovy smrti. Na břevnech jsou pak umístěny nástroje umučení, např.: hřeby, kladiva, kleště, meče, halapartna, žebřík, kalichy, kopí, pochodně, lopata, lucerna, trnová koruna, sekera, houba, tyč, ruce, měšec.
Kříž byl obvykle železný, existovaly i dřevěné kříže (např. původní nicovský kříž, který byl roku 1890 nahrazen kovovým).
| „                           | „Kohoutí kříž, starobylý lidový rozčepýřený kříž starobavorského původu je ověšen nástroji znázorňujícími Kristovo umučení. Z Bavor jej v 19. století přivezl zdejší rolník a povozník František Štoural, svým nákladem jej nechal opravit a postavit u rozcestí uprostřed osady v blízkosti mostu přes Dílecký potok“ | “ |
| — text na úbislavském kříži | |   |

## Umístění
Mezi dochované exempláře patří:
- Kohoutí kříž v Úbislavi
- Kohoutí kříž v Nicově
  - originál nyní v Kašperských Horách
  - na původním místě se nachází kopie